# Allochthonius brevitus
Espèce
Allochthonius brevitus est une espèce de pseudoscorpions de la famille des Pseudotyrannochthoniidae.

## Distribution
Cette espèce est endémique du Ningxia en Chine.

## Description
La femelle holotype mesure 1,88 mm.
Les mâles mesurent de 1,50 à 1,59 mm et les femelles de 1,83 à 1,96 mm.

## Publication originale
- Hu & Zhang, 2012 : Two new species of the genus Allochthonius Chamberlin from China (Pseudoscorpiones: Pseudotyrannochthoniidae). Entomologica Fennica, vol. 22, no 4, p. 243-248.